# San Jacinto (Kolumbia)
San Jacinto – miasto w Kolumbii, w departamencie Bolívar.